# Claire Mitchell-Taverner
Claire Mitchell-Taverner, née le 17 juin 1970 à Melbourne, est une joueuse australienne de hockey sur gazon.

## Biographie
Claire Mitchell-Taverner remporte aux Jeux olympiques d'été de 2000 à Sydney la médaille d'or avec l'équipe nationale.
Elle reçoit la médaille de l'Ordre d'Australie en 2001.